# Наково
Наково (мађ. Nákófalva) је насеље у Србији, у граду Кикинди, у Севернобанатском округу. Према попису из 2022. било је 1.444 становника.

## Историја
Током средњег века у близини данашње локације села постојало је насеље по имену Szollos (Seleš, Szőllős, Seleuš, Sellesch). До прве половине 18. века насеље више не постоји и овај терен је пуст и ненасељен.
Године 1782. област долази у посед браће Кристифора и Кирила Нако, трговаца грчко-цинцарског порекла из данашње Македоније. Како би обезбедили радну снагу на свом поседу подижу 50 кућа 1784. године и насељавају их становништвом мађарског порекла.
Кристифор Нако, у уговору са насељеним Мађарима, захтева да се место преименује у Накофалва.
1790. године нови талас колониста стиже у село. Овог пута, ради се о 176 немачких породица са укупно 706 чланова. Укупна популација Накова 1793. била је 1.054 становника, већином Немаца и незнатним бројем Француза. Током овог раздобља, Мађари нису више насељавали село - напустили су га због тешких услова живота. Подаци из 1836. године казују да је село имало 1.775 Католика и 6 Православаца. Почетком 20. века у Накофалви је било 4 Србина.
Број становника у насељу 1911. године расте до 2.834, са укупно 583 домаћинства.
Након Првог светског рата 1918. године, село улази у састав новообразоване Краљевине Срба, Хрвата и Словенаца.
Други светски рат (1941-1944) Наково проводи под окупацијом Немачке и локалном немачком управом. Крајем рата 1944. године, највећи део становништва се повлачи са немачком војском, а мањи део који је ослобођење дочекао у селу, депортован је у концентрационе кампове. Током 1945-1946. село је колонизовано породицама из Босанске Крајине (срезови Босанско Грахово, Босански Петровац, Дрвар, Бања Лука, Бихаћ итд.).

## Демографија
У насељу Наково живи 1.918 становника, а просечна старост становништва износи 46,3 година (44,1 код мушкараца и 47,4 код жена). У насељу има 849 домаћинстава, а просечан број чланова по домаћинству је 2,25.
Ово насеље је великим делом насељено Србима (према попису из 2002. године), а по пописима од 1961. године примећује се смањење становника.
|  |

| Демографија | Демографија | Демографија |
| Година      | Становника  | Становника  |
| ----------- | ----------- | ----------- |
| 1948.       | 3.438       |             |
| 1953.       | 3.524       |             |
| 1961.       | 3.378       |             |
| 1971.       | 2.834       |             |
| 1981.       | 2.604       |             |
| 1991.       | 2.525       | 2.486       |
| 2002.       | 2.419       | 2.434       |
| 2011.       | 1.918       |             |

| Етнички састав према попису из 2002.‍ | Етнички састав према попису из 2002.‍ | Етнички састав према попису из 2002.‍ | Етнички састав према попису из 2002.‍ | Етнички састав према попису из 2002.‍ |
| ------------------------------------ | ------------------------------------ | ------------------------------------ | ------------------------------------ | ------------------------------------ |
|                                      |                                      |                                      |                                      |                                      |
| Срби                                 | Срби                                 |                                      | 2.301                                | 95,12%                               |
| Југословени                          | Југословени                          |                                      | 46                                   | 1,90%                                |
| Мађари                               | Мађари                               |                                      | 19                                   | 0,78%                                |
| Црногорци                            | Црногорци                            |                                      | 11                                   | 0,45%                                |
| Словаци                              | Словаци                              |                                      | 3                                    | 0,12%                                |
| Хрвати                               | Хрвати                               |                                      | 2                                    | 0,08%                                |
| Украјинци                            | Украјинци                            |                                      | 2                                    | 0,08%                                |
| Словенци                             | Словенци                             |                                      | 1                                    | 0,04%                                |
| Румуни                               | Румуни                               |                                      | 1                                    | 0,04%                                |
| Македонци                            | Македонци                            |                                      | 1                                    | 0,04%                                |
| Буњевци                              | Буњевци                              |                                      | 1                                    | 0,04%                                |
| непознато                            | непознато                            |                                      | 9                                    | 0,37%                                |

| \| \| м \| \| \| ж \| \| ? \| 7 \| \| \| 8 \| \| 80+ \| 18 \| \| \| 43 \| \| 75—79 \| 26 \| \| \| 74 \| \| 70—74 \| 70 \| \| \| 88 \| \| 65—69 \| 87 \| \| \| 111 \| \| 60—64 \| 57 \| \| \| 76 \| \| 55—59 \| 64 \| \| \| 57 \| \| 50—54 \| 117 \| \| \| 98 \| \| 45—49 \| 121 \| \| \| 112 \| \| 40—44 \| 94 \| \| \| 85 \| \| 35—39 \| 50 \| \| \| 73 \| \| 30—34 \| 64 \| \| \| 59 \| \| 25—29 \| 64 \| \| \| 79 \| \| 20—24 \| 87 \| \| \| 63 \| \| 15—19 \| 81 \| \| \| 86 \| \| 10—14 \| 64 \| \| \| 68 \| \| 5—9 \| 37 \| \| \| 49 \| \| 0—4 \| 34 \| \| \| 48 \| \| Просек : \| 42,1 \| \| \| 44,4 \| |      |  |  |      |
| |      |  |  |      |
| | м    |  |  | ж    |
| ? | 7    |  |  | 8    |
| 80+ | 18   |  |  | 43   |
| 75—79 | 26   |  |  | 74   |
| 70—74 | 70   |  |  | 88   |
| 65—69 | 87   |  |  | 111  |
| 60—64 | 57   |  |  | 76   |
| 55—59 | 64   |  |  | 57   |
| 50—54 | 117  |  |  | 98   |
| 45—49 | 121  |  |  | 112  |
| 40—44 | 94   |  |  | 85   |
| 35—39 | 50   |  |  | 73   |
| 30—34 | 64   |  |  | 59   |
| 25—29 | 64   |  |  | 79   |
| 20—24 | 87   |  |  | 63   |
| 15—19 | 81   |  |  | 86   |
| 10—14 | 64   |  |  | 68   |
| 5—9 | 37   |  |  | 49   |
| 0—4 | 34   |  |  | 48   |
| Просек : | 42,1 |  |  | 44,4 |

| Година пописа     | 1948. | 1953. | 1961. | 1971. | 1981. | 1991. | 2002. |
| ----------------- | ----- | ----- | ----- | ----- | ----- | ----- | ----- |
| Број домаћинстава | 567   | 624   | 756   | 743   | 750   | 881   | 849   |

| Број чланова      | 1   | 2   | 3   | 4   | 5  | 6  | 7 | 8 | 9 | 10 и више | Просек |
| ----------------- | --- | --- | --- | --- | -- | -- | - | - | - | --------- | ------ |
| Број домаћинстава | 181 | 235 | 128 | 195 | 68 | 32 | 8 | 2 | 0 | 0         | 2,85   |

| Пол    | Укупно | Неожењен/Неудата | Ожењен/Удата | Удовац/Удовица | Разведен/Разведена | Непознато |
| ------ | ------ | ---------------- | ------------ | -------------- | ------------------ | --------- |
| Мушки  | 1.007  | 324              | 593          | 64             | 26                 | 0         |
| Женски | 1.112  | 236              | 604          | 240            | 32                 | 0         |
| УКУПНО | 2.119  | 560              | 1.197        | 304            | 58                 | 0         |

| Пол    | Укупно                    | Пољопривреда, лов и шумарство | Рибарство                            | Вађење руде и камена | Прерађивачка индустрија       |
| ------ | ------------------------- | ----------------------------- | ------------------------------------ | -------------------- | ----------------------------- |
| Мушки  | 391                       | 60                            | 0                                    | 16                   | 124                           |
| Женски | 276                       | 26                            | 0                                    | 0                    | 93                            |
| Укупно | 667                       | 86                            | 0                                    | 16                   | 217                           |
|        |                           |                               |                                      |                      |                               |
| Пол    | Производња и снабдевање   | Грађевинарство                | Трговина                             | Хотели и ресторани   | Саобраћај, складиштење и везе |
| Мушки  | 9                         | 31                            | 52                                   | 10                   | 36                            |
| Женски | 6                         | 4                             | 44                                   | 10                   | 8                             |
| Укупно | 15                        | 35                            | 96                                   | 20                   | 44                            |
|        |                           |                               |                                      |                      |                               |
| Пол    | Финансијско посредовање   | Некретнине                    | Државна управа и одбрана             | Образовање           | Здравствени и социјални рад   |
| Мушки  | 2                         | 4                             | 24                                   | 8                    | 4                             |
| Женски | 11                        | 4                             | 11                                   | 25                   | 25                            |
| Укупно | 13                        | 8                             | 35                                   | 33                   | 29                            |
|        |                           |                               |                                      |                      |                               |
| Пол    | Остале услужне активности | Приватна домаћинства          | Екстериторијалне организације и тела | Непознато            | Непознато                     |
| Мушки  | 3                         | 0                             | 0                                    | 8                    | 8                             |
| Женски | 5                         | 0                             | 0                                    | 4                    | 4                             |
| Укупно | 8                         | 0                             | 0                                    | 12                   | 12                            |

## Гранични прелаз
Гранични прелаз Наково-Лунга отворен је новембра 2014. године и категорисан као међународни прелаз треће категорије. Са румунске стране, претходно је постојала гранична рампа, као и табла која означава крај насеља. Овај прелаз функционисао је и у другој половини 20. века. Тако је, након 20 година паузе, прелаз поново оспособљен за употребу, док се у наредном периоду радило на припремању услова за непрекидно пропуштање возила током читавог дана. Радови на реконструкцији инфраструктуре завршени су 2019. године, када је изграђена и бициклистичка стаза која повезује насеља са обе стране границе.

## Галерија
- Основна школа „Петар Кочић“
- Улазак у Наково са румунске стране